# USS Missouri (BB-63)
USS Missouri (BB-63) (tên lóng "Mighty Mo" hay "Big Mo") là một thiết giáp hạm thuộc lớp Iowa của Hải quân Hoa Kỳ và là chiếc tàu chiến thứ tư của Hải quân Mỹ mang cái tên này nhằm tôn vinh tiểu bang Missouri. Missouri là chiếc thiết giáp hạm cuối cùng mà Hoa Kỳ hoàn tất và là địa điểm ký kết văn kiện đầu hàng vô điều kiện của Đế quốc Nhật Bản, kết thúc Chiến tranh thế giới thứ hai.
Missouri được đặt hàng vào năm 1940 và được đưa vào hoạt động vào tháng 6 năm 1944. Tại Mặt trận Thái Bình Dương trong Chiến tranh thế giới thứ hai, nó tham gia các trận đánh Iwo Jima và Okinawa cũng như nả đạn pháo xuống các hòn đảo chính quốc Nhật Bản. Sau Thế chiến 2, Missouri tham gia chiến tranh Triều Tiên từ năm 1950 đến năm 1953. Nó được cho là ngừng hoạt động vào năm 1955 và được đưa về hạm đội dự bị Hải quân Mỹ, nhưng sau đó được đưa trở lại hoạt động và được hiện đại hóa vào năm 1984 như một phần của kế hoạch 600 tàu chiến Hải quân thời Tổng thống Ronald Reagan và đã tham gia chiến đấu năm 1991 trong cuộc chiến tranh Vùng Vịnh.
Missouri nhận được tổng cộng mười một ngôi sao chiến đấu cho các hoạt động trong Chiến tranh thế giới thứ hai, chiến tranh Triều Tiên và chiến tranh Vùng Vịnh, cuối cùng được cho ngừng hoạt động vào ngày 31 tháng 3 năm 1992, nhưng vẫn được giữ lại trong Danh bạ Hải quân cho đến khi tên nó được gạch bỏ vào tháng 1 năm 1995. Đến năm 1998 nó được trao tặng cho hiệp hội "USS Missouri Memorial Association" và trở thành một tàu bảo tàng tại Trân Châu Cảng, Hawaii.

## Thiết kế và chế tạo
Missouri là một trong số các "thiết giáp hạm nhanh" lớp Iowa được thiết kế vào năm 1938 bởi Chi nhánh Thiết kế Sơ thảo của Văn phòng Chế tạo và Sửa chữa. Nó được hạ thủy ngày 29 tháng 1 năm 1944 và được đưa vào hoạt động vào ngày 11 tháng 6. Đây là chiếc tàu thứ ba trong lớp Iowa, nhưng là chiếc thứ tư và là chiếc cuối cùng thuộc lớp Iowa được đưa vào hoạt động cùng Hải quân Hoa Kỳ. Vào lúc chiếc Missouri được đưa vào hoạt động, hai chiếc thiết giáp hạm khác thuộc lớp Iowa là chiếc USS Illinois và chiếc USS Kentucky còn đang được chế tạo, và Hải quân Hoa Kỳ đang có kế hoạch cho những chiếc thiết giáp hạm khác thuộc lớp Montana; tuy nhiên, Illinois và Kentucky bị ngưng lại trước khi việc chế tạo chúng hoàn thành, còn những chiếc Montana bị tạm ngưng và cuối cùng bị hủy bỏ trước khi có bất kỳ lườn tàu nào được đặt. Trên thế giới, có thêm hai thiết giáp hạm nữa ra đời sau chiếc Missouri: chiếc thiết giáp hạm Anh Quốc HMS Vanguard, chiếc thiết giáp hạm cuối cùng được Hải quân Hoàng gia Anh chế tạo; và chiếc thiết giáp hạm Pháp Jean Bart. Con tàu được đỡ đầu lúc hạ thủy bởi Mary Margaret Truman, con gái của Harry S. Truman, lúc đó còn là một Thượng nghị sĩ của tiểu bang Missouri.
Dàn pháo chính của Missouri bao gồm chín khẩu pháo 406 mm (16 in) 50 cal. Mark 7 có khả năng bắn đạn xuyên thép nặng 1.200 kg (2.700 lb) đi xa được khoảng 32 km (20 dặm). Pháo hạng hai bao gồm hai mươi khẩu 5 in (130 mm)/38-caliber đa dụng bố trí trong các tháp súng đôi, có tầm bắn khoảng 14,5 km (9 dặm). Với sự ra đời của không lực, và yêu cầu chiếm lấy và duy trì ưu thế trên không đòi hỏi phải bảo vệ hạm đội các tàu sân bay Đồng Minh đang ngày càng lớn mạnh, Missouri được trang bị một loạt các pháo phòng không Bofors 40 mm/56 caliber và Oerlikon 20 mm/70 caliber để bảo vệ các tàu sân bay khỏi bị máy bay đối phương không kích. Khi Missouri tái hoạt động và được hiện đại hóa vào năm 1984, các khẩu pháo phòng không 20 mm và 40 mm của nó được tháo dỡ, và được thay thế bằng hệ thống vũ khí Phalanx CIWS nhằm bảo vệ chống lại tên lửa và máy bay đối phương, và các bệ phóng tên lửa bọc thép và bệ phóng tên lửa bốn nòng được thiết kế lần lượt để phóng tên lửa Tomahawk và Harpoon.
Missouri là chiếc thiết giáp hạm Hoa Kỳ cuối cùng được hoàn tất. Chiếc thiết giáp hạm USS Wisconsin (BB-64), thiết giáp hạm có số hiệu cao nhất được chế tạo, lại được hoàn tất trước chiếc Missouri; còn những chiếc mang số hiệu BB-65 đến BB-71 đã được đặt hàng nhưng bị hủy bỏ.

## Chiến tranh thế giới thứ hai

### Chạy thử máy
Sau các chuyến đi thử máy ngoài khơi New York và thực hành tác chiến tại vịnh Chesapeake, Missouri rời Norfolk, Virginia ngày 11 tháng 11 năm 1944, đi qua kênh đào Panama ngày 18 tháng 11 và hướng đến San Francisco để được trang bị lần cuối cùng như một kỳ hạm của hạm đội. Nó rời vịnh San Francisco ngày 14 tháng 12 và đi đến Trân Châu Cảng, Hawaii vào ngày 24 tháng 12 năm 1944.

### Lực lượng Đặc nhiệm 58, Đô đốc Mitscher
Chiếc thiết giáp hạm rời Hawaii ngày 2 tháng 1 năm 1945 và đi đến Ulithi thuộc phía Tây quần đảo Caroline vào ngày 13 tháng 1 năm 1945. Tại đây nó tạm thời được sử dụng làm soái hạm của Phó Đô đốc Marc A. Mitscher. Chiếc tàu chiến ra khơi ngày 27 tháng 1, làm nhiệm vụ bảo vệ cho đội đặc nhiệm của tàu sân bay Lexington trong đội hình Lực lượng Đặc nhiệm 58 của Đô đốc Mitscher. Đến ngày 16 tháng 2 năm 1945, các tàu sân bay của đội đặc nhiệm này đã tung ra các đợt không kích nhắm vào chính quốc Nhật Bản, đợt không kích đầu tiên kể từ cuộc ném bom huyền thoại Doolittle, vốn được tung ra từ tàu sân bay USS Hornet vào tháng 4 năm 1942.
Missouri sau đó đi cùng các tàu sân bay đến Iwo Jima, nơi mà các khẩu pháo chính của nó đã hỗ trợ trực tiếp và liên tục cho cuộc đổ bộ chiếm đóng hòn đảo này, bắt đầu vào ngày 19 tháng 2. Sau khi Lực lượng Đặc nhiệm 58 quay trở về Ulithi ngày 5 tháng 3, Missouri được bố trí cùng đội đặc nhiệm tàu sân bay Yorktown. Ngày 14 tháng 3, Missouri rời Ulithi để bảo vệ các tàu sân bay nhanh hướng đến chính quốc Nhật Bản. Trong các đợt pháo kích tấn công lên các mục tiêu dọc theo bờ biển Nội địa Nhật Bản bắt đầu vào ngày 18 tháng 3, Missouri đã bắn rơi ba máy bay Nhật.
Việc pháo kích vào các sân bay và căn cứ hải quân gần biển Nội địa và Tây Nam đảo Honshū vẫn được tiếp tục. Trong một cuộc phản kích của Nhật Bản, hai trái bom đã xuyên qua sàn chứa máy bay phía trước của chiếc tàu sân bay Franklin, làm nó chết đứng tại chỗ cách chính quốc Nhật Bản 90 km (50 dặm). Chiếc tàu tuần dương USS Pittsburgh đã kéo chiếc Franklin cho đến khi nó lấy lại được động lực và di chuyển ở vận tốc 26 km/h (14 knot). Đội đặc nhiệm tàu sân bay Missouri đã hộ tống cho việc rút lui của chiếc Franklin về phía Ulithi cho đến tận ngày 22 tháng 3, sau đó lên đường chuẩn bị cho cuộc pháo kích và ném bom lên Okinawa trước khi đổ bộ chiếm đóng.

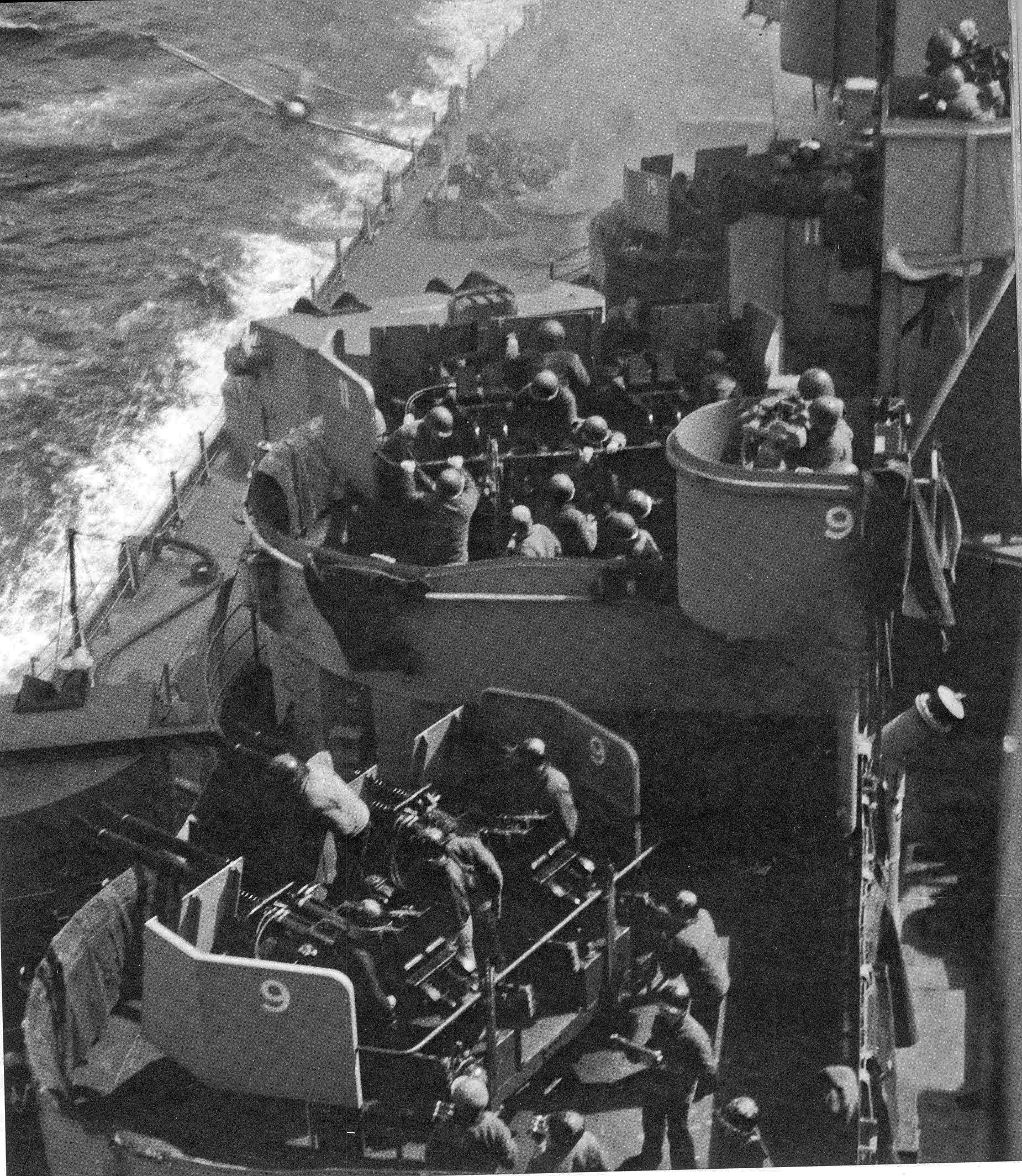
Một chiếc Zero sắp đâm vào chiếc Missouri

Missouri gia nhập lực lượng các thiết giáp hạm nhanh của Lực lượng Đặc nhiệm 58 trong việc bắn phá bờ biển Tây Nam Okinawa vào ngày 24 tháng 3 năm 1945, một hành động dự định nhằm lôi kéo lực lượng của đối phương ra khỏi các bãi biển phía Tây là nơi cuộc đổ bộ sẽ thực sự diễn ra. Missouri quay lại vai trò bảo vệ cho các tàu sân bay khi các đơn vị Thủy quân Lục chiến và Lục quân bắt đầu cuộc đổ bộ lên Okinawa vào buổi sáng ngày 1 tháng 4. Máy bay từ các tàu sân bay đã tấn công vào một lực lượng hạm đội Nhật Bản tham gia chiến dịch Ten-Go do chiếc thiết giáp hạm Yamato khổng lồ dẫn đầu vào ngày 7 tháng 4. Yamato, chiếc thiết giáp hạm lớn nhất thế giới, đã bị đánh chìm cùng một tàu tuần dương và một tàu khu trục. Ba tàu khu trục khác của đối phương bị hư hỏng nặng và đã tự đánh đắm. Bốn tàu khu trục còn lại, những chiếc duy nhất còn sống sót của hạm đội tấn công, bị hư hỏng và rút lui về Sasebo.
Vào ngày 11 tháng 4, một chiếc máy bay cảm tử kamikaze bay thấp, cho dù đã bị bắn trúng, đâm vào bên hông mạn phải chiếc Missouri ngay bên dưới sàn tàu chính. Cánh phải của chiếc máy bay bị văng ra xa phía trước, gây một đám cháy xăng tại tháp súng 5 inch (127 mm) số 3. Chiếc tàu chiến chỉ bị thiệt hại qua loa, còn đám cháy cũng được dập tắt nhanh chóng. Thi thể của viên phi công được tìm thấy trên sàn tàu ngay phía trước một khẩu đội pháo 40 mm. Thuyền trưởng William M. Callaghan đã quyết định rằng viên phi công Nhật trẻ tuổi đã làm tròn nghĩa vụ của anh ta bằng hết khả năng và danh dự, và anh ta xứng đáng được mai táng theo nghi thức quân đội. Không phải mọi thành viên thủy thủ đoàn đều đồng ý với quyết định đó: viên phi công là kẻ thù của họ, và đã nỗ lực để tiêu diệt họ. Tuy nhiên vào ngày hôm sau anh ta được mai táng xuống biển với đầy đủ nghi thức quân đội. Vết đâm vào sườn con tàu chiến vẫn còn lại cho đến ngày hôm nay.
Vào lúc 23 giờ 05 phút ngày 17 tháng 4 năm 1945, Missouri phát hiện một tàu ngầm đối phương cách đội hình của nó 22 km (12 hải lý). Báo cáo của nó đã dẫn đến một chiến dịch tìm và diệt được thực hiện bởi tàu sân bay hạng nhẹ USS Bataan cùng bốn khu trục hạm, mà sau đó đã đánh chìm được chiếc tàu ngầm Nhật I-56.
Missouri được tách khỏi lực lượng đặc nhiệm tàu sân bay ngoài khơi Okinawa vào ngày 5 tháng 5 và khởi hành hướng về phía Ulithi. Trong quá trình chiến dịch Okinawa nó đã bắn rơi năm máy bay đối phương, giúp vào việc phá hủy sáu chiếc khác, và có thể đã tiêu diệt thêm một chiếc nữa. Nó đã giúp đẩy lùi 12 đợt tấn công ban ngày của máy bay đối phương và bốn đợt khác vào ban đêm nhắm vào đội đặc nhiệm của nó. Việc bắn phá bờ biển đã phá hủy nhiều trận địa pháo cùng nhiều công trình quân sự, chính quyền và công nghiệp.

### Đệ Tam hạm đội, Đô đốc Halsey
Missouri về đến Ulithi ngày 9 tháng 5 năm 1945 rồi tiếp tục đi đến Apra Harbor, Guam vào ngày 18 tháng 5. Trưa hôm đó, Đô đốc William F. Halsey, Jr., tư lệnh Đệ Tam hạm đội, đặt cờ hiệu của mình trên chiếc Missouri. Nó rời cảng vào ngày 21 tháng 5, và đến ngày 27 tháng 5 lại tiếp tục nhiệm vụ bắn phá các vị trí của quân Nhật trên bờ tại Okinawa. Missouri giờ đây dẫn đầu Đệ Tam hạm đội trong việc tấn công các sân bay và căn cứ trên đảo Kyūshū vào các ngày 2 và 3 tháng 6. Nó vượt qua được một cơn bão khốc liệt trong các ngày 5 và 6 tháng 6 vốn đã làm bung mũi tàu chiếc tàu tuần dương USS Pittsburgh. Một số cấu trúc bên trên bị vỡ, nhưng Missouri không bị thiệt hại nào đáng kể. Hạm đội của nó tiếp tục tấn công vào Kyūshū vào ngày 8 tháng 6, rồi sau đó phối hợp một đòn tấn công kết hợp mặt biển và trên không mạnh mẽ trước khi rút lui về phía Leyte. Nó về đến San Pedro, Leyte, vào ngày 13 tháng 6 năm 1945, sau gần ba tháng hoạt động liên tục hỗ trợ cho chiến dịch Okinawa.
Tại đây nó chuẩn bị để dẫn đầu lực lượng Đệ Tam hạm đội hùng mạnh đột kích thẳng vào trái tim của Nhật Bản ngay trong vùng biển nhà. Hạm đội khởi hành hướng lên phía Bắc vào ngày 8 tháng 7 để tiếp cận hòn đảo chính của Nhật Bản, Honshū. Các cuộc không kích nhắm vào Tokyo diễn ra hoàn toàn bất ngờ vào ngày 10 tháng 7, rồi được tiếp nối bằng các cuộc tấn công mang tính chất hủy diệt hơn vào điểm nối giữa Honshū và Hokkaidō, hòn đảo lớn thứ hai trong quần đảo Nhật Bản, vào các ngày 13 và 14 tháng 7. Lần đầu tiên pháo hải quân đã phá hủy một công trình chủ yếu trong phạm vi các đảo chính quốc khi Missouri tham gia bắn phá bờ biển vào ngày 15 tháng 7 làm hư hại nặng công ty Nihon Steel và xưởng Wanishi Ironworks tại Muroran, Hokkaido.
Trong các đêm 17 và 18 tháng 7, Missouri bắn phá các mục tiêu công nghiệp trên đảo Honshū. Các cuộc không kích vào biển Nội địa được tiếp tục cho đến ngày 25 tháng 7 năm 1945, và Missouri bảo vệ các tàu sân bay khi chúng tấn công thủ đô của Nhật Bản. Cho đến cuối tháng 7 Nhật Bản thực tế không còn có vùng "biển nhà" nào. Missouri dẫn đầu hạm đội kiểm soát được toàn bộ khoảng không và vùng biển dẫn đến các hòn đảo chính quốc Nhật Bản.

### Ký kết văn bản đầu hàng của Nhật Bản

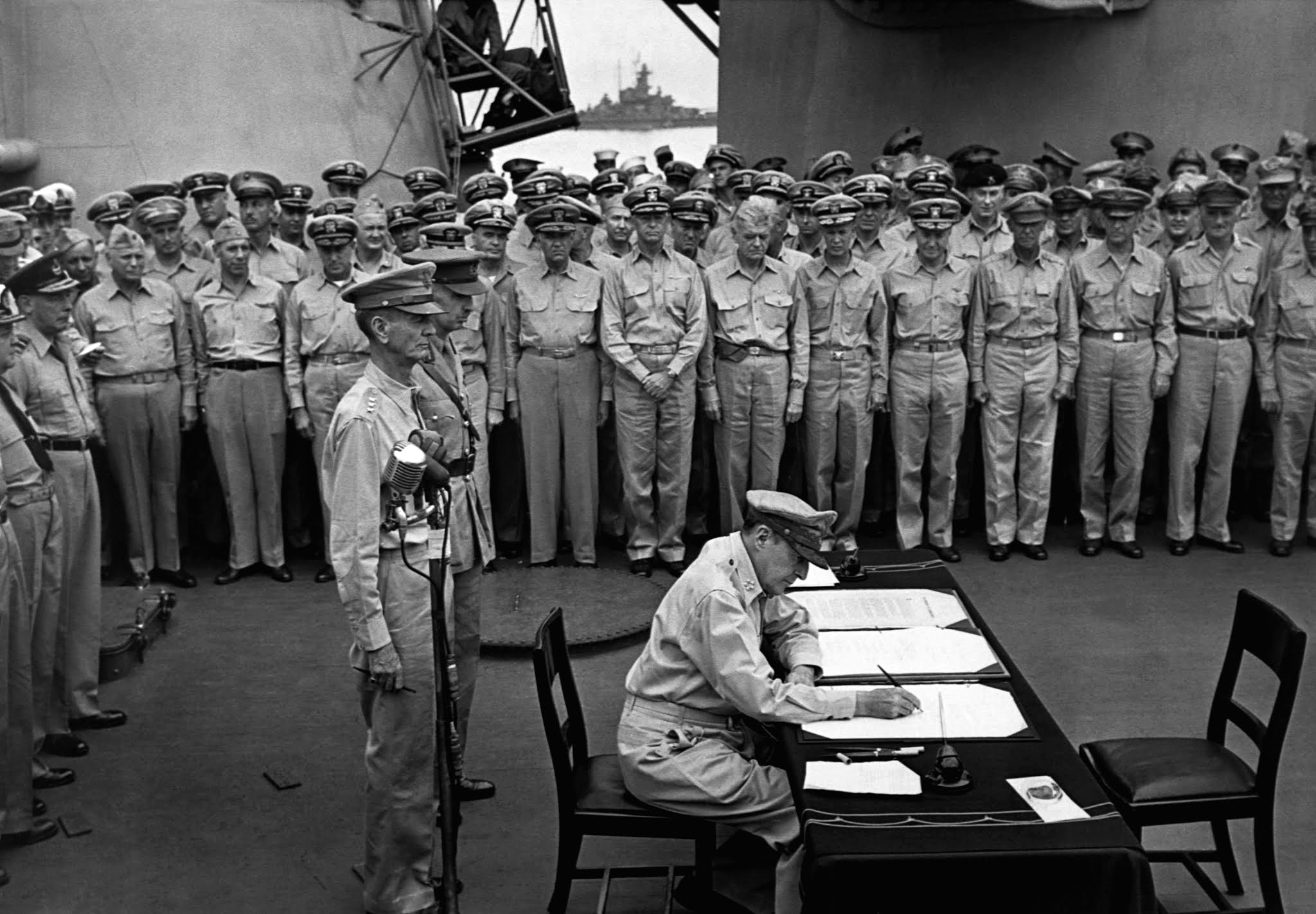
Sĩ quan và thủy thủ Đồng Minh quan sát Thống tướng Douglas MacArthur ký các văn kiện trong buổi lễ ký kết văn bản Nhật Bản đầu hàng trên chiếc Missouri vào ngày 2 tháng 9 năm 1945. Việc Nhật Bản đầu hàng Đồng Minh vô điều kiện đã chính thức kết thúc Chiến tranh thế giới thứ hai.

Việc bắn phá Hokkaidō và phía Bắc đảo Honshū được tiếp nối vào ngày 9 tháng 8 năm 1945, ngày mà quả bom nguyên tử thứ hai được ném xuống Nagasaki. Đến ngày 10 tháng 8 năm 1945, lúc 20 giờ 54 phút, thủy thủ trên chiếc Missouri đã sửng sốt trước tin tức không chính thức được loan truyền là Nhật Bản đã sẵn sàng để đầu hàng, chỉ với điều kiện là đặc quyền của Nhật Hoàng như là vị lãnh đạo tối cao không được xâm phạm. Chỉ cho đến 07 giờ 45 phút ngày 15 tháng 8, tin tức về việc Tổng thống Harry S. Truman thông báo chính thức việc Nhật Bản đã chấp nhận đầu hàng vô điều kiện.
Đô đốc Sir Bruce Fraser thuộc Hải quân Hoàng gia, tư lệnh Hạm đội Thái Bình Dương Anh Quốc, đã lên chiếc Missouri vào ngày 16 tháng 8 để trao tặng tước hiệu Hiệp sĩ cho Đô đốc Halsey. Missouri chuyển một nhóm đổ bộ gồm 200 sĩ quan và binh sĩ sang thiết giáp hạm USS Iowa làm nhiệm vụ tạm thời với lực lượng chiếm đóng ban đầu tại Tokyo vào ngày 21 tháng 8. Bản thân chiếc Missouri tiến vào vịnh Tokyo vào sáng sớm ngày 29 tháng 8 để chuẩn bị cho buổi lễ ký kết chính thức Văn kiện đầu hàng của Nhật Bản.
Các vị chỉ huy quân sự cao cấp thuộc các nước trong khối Đồng Minh được tiếp đón lên tàu trong ngày 2 tháng 9 để tham dự buổi lễ. Các vị khách bao gồm tướng Trung Quốc Hsu Yung-Ch'ang, Thủy sư đô đốc Anh Quốc Ngài Bruce Fraser, Trung tướng Liên Xô Kuzma Nikolaevich Derevyanko, tướng Australia Sir Thomas Blamey, Đại tá Canada Lawrence Moore Cosgrave, Đại tướng Pháp Philippe Leclerc de Hauteclocque, Phó Đô đốc Hà Lan Conrad Emil Lambert Helfrich và Thiếu tướng Không quân New Zealand Leonard M. Isitt. 
Thủy sư đô đốc Chester W. Nimitz lên tàu một chốc sau 08 giờ 00, và Thống tướng Douglas MacArthur, Tổng Tư lệnh Tối cao của Lực lượng Đồng Minh, lên tàu lúc 08 giờ 43 phút. Đại diện của phía Nhật Bản do Ngoại trưởng Mamoru Shigemitsu dẫn đầu lên tàu lúc 08 giờ 56 phút. Đến 09 giờ 02 phút, tướng MacArthur bước đến một rừng các micrô để mở đầu buổi lễ ký kết đầu hàng kéo dài 23 phút được cả thế giới mong đợi bằng những lời sau: "Mong muốn tha thiết của tôi, mà thực ra là hy vọng của toàn thể nhân loại, là từ cánh đổ máu và tàn sát của quá khứ, một thế giới được thiết lập dựa trên lòng tin và sự hiểu biết, một thế giới dành cho phẩm giá của con người và đáp ứng nguyện vọng được ấp ủ nhất cho tự do, khoan dung và công bằng".
Trong suốt buổi lễ, sàn tàu chiếc Missouri được trang hoàng chỉ với hai lá cờ Hoa Kỳ. Một chiếc đã được treo trên kỳ hạm của Phó đề đốc Hải quân Matthew Perry vào những năm 1853 – 1854 khi hạm đội của ông tiến vào vịnh Tokyo nhằm thúc ép Nhật Bản mở cửa các cảng biển để trao đổi thương mại với thế giới. Lá cờ này thực ra đã được treo lộn ngược, với các ngôi sao bên góc phải bên trên, vì lá cờ lịch sử này đang trong tình trạng rất mong manh đến nỗi các nhà bảo tồn tại Bảo tàng Học viện Hải quân chỉ định rằng phải có một tấm bìa bảo vệ được khâu vào phía sau nó, khiến cho nó chỉ có thể trưng bày ở "mặt trái"; và đó là cách mà lá cờ 31 ngôi sao của Perry được trình bày trong dịp đặc biệt này. Lá cờ Mỹ kia đến từ chiếc thiết giáp hạm khi nó buông neo trong vịnh Tokyo; và nó chỉ là "...một lá cờ bình thường của binh lính Mỹ."
Đến 09 giờ 30 phút, phái đoàn Nhật Bản rời tàu. Trưa ngày 5 tháng 9, Đô đốc Halsey chuyển cờ hiệu của mình sang thiết giáp hạm USS South Dakota, và sáng sớm ngày hôm sau Missouri rời vịnh Tokyo. Như là một phần của chiến dịch Magic Carpet (Chiếc Thảm Thần), nó nhận lên tàu những hành khách quay trở về nhà tại Guam, rồi đi mà không cần hộ tống đến Hawaii. Nó đến Trân Châu Cảng vào ngày 20 tháng 9 và treo cờ hiệu của Đô đốc Admiral Nimitz vào buổi xế trưa ngày 28 tháng 9 trong một buổi tiếp đón.

## Sau Chiến tranh thế giới thứ hai

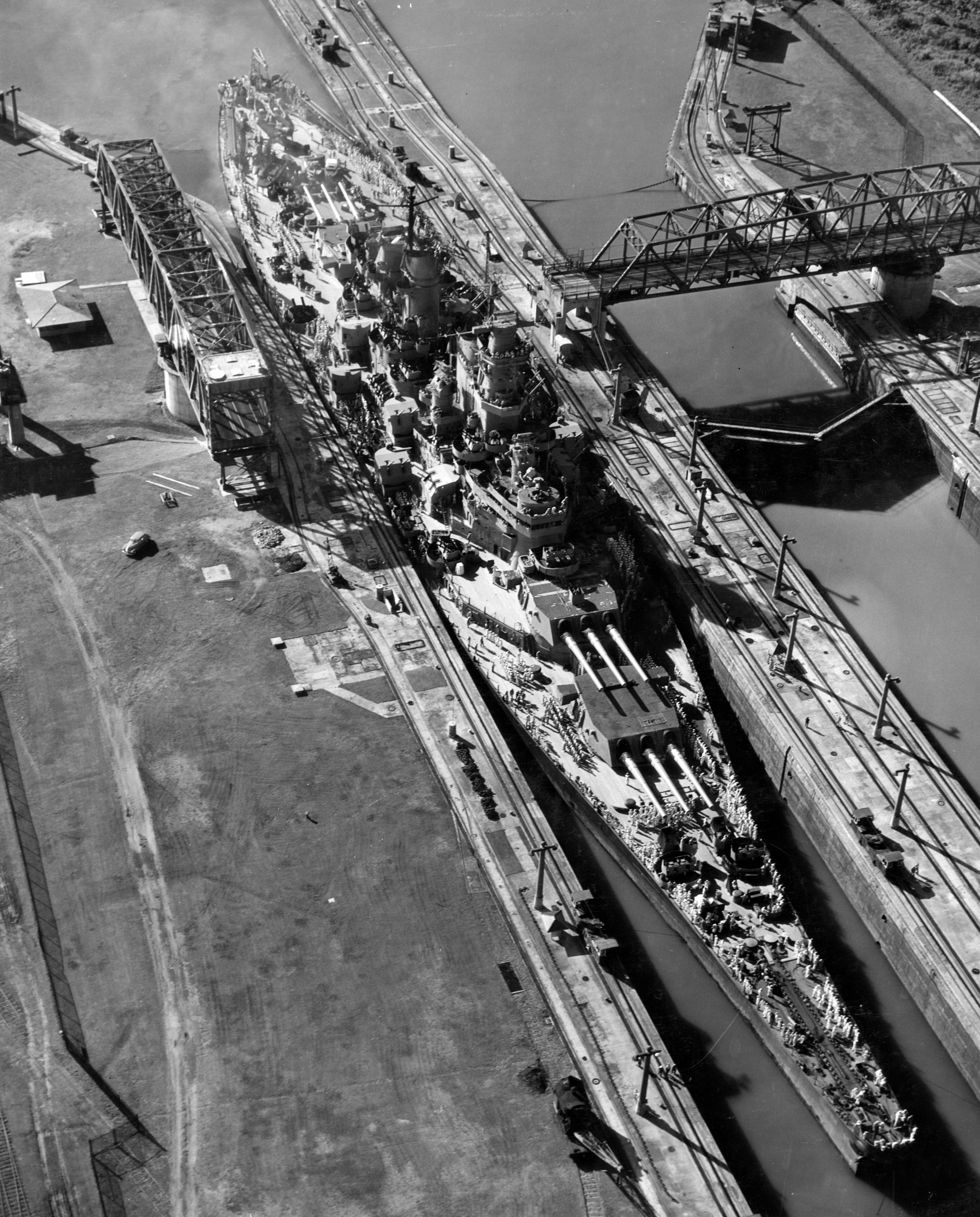
Missouri đi ngang qua kênh đào Panama trên đường quay về Hoa Kỳ vào tháng 10 năm 1945.

Ngày hôm sau, Missouri rời Trân Châu Cảng hướng về phía bờ Đông Hoa Kỳ. Nó về đến New York vào ngày 23 tháng 10 năm 1945 và treo cờ hiệu của tư lệnh Hạm đội Đại Tây Dương là Đô đốc Jonas Ingram. Bốn ngày sau, Missouri bắn 21 loạt đại bác chào mừng khi Tổng thống Truman lên tàu nhân dịp các nghi lễ trong Ngày Hải quân.
Sau khi được sửa chữa đại tu tại xưởng hải quân New York và một chuyến đi huấn luyện đến Cuba, Missouri quay về New York. Trưa ngày 21 tháng 3 năm 1946, nó tiếp nhận thi hài của Đại sứ Thổ Nhĩ Kỳ tại Mỹ, ngài Münir Ertegün. Nó rời cảng ngày 22 tháng 3 để hướng đến eo biển Gibraltar, và đến ngày 5 tháng 4 nó buông neo tại eo biển Bosphorus ngoài khơi Istanbul. Nó cử hành các nghi thức danh dự, bao gồm việc bắn 19 loạt đại bác khi chuyển linh cửu vị cố Đại sứ và vào lúc cử hành lễ tang trên bờ.
Missouri rời Istanbul ngày 9 tháng 4 và tiến vào vịnh Phaleron, Piraeus, Hy Lạp vào ngày hôm sau, được đón chào nhiệt liệt bởi các quan chức chính phủ Hy Lạp và các công dân chống cộng. Hy Lạp đã trở thành chiến trường của một cuộc nội chiến giữa phong trào kháng chiến cộng sản trong Chiến tranh thế giới thứ hai chống lại chính phủ Hy Lạp lưu vong quay trở về sau chiến tranh. Phía Hoa Kỳ xem đây là một dịp để thử nghiệm quan trọng cho học thuyết mới về ngăn chặn đối với Liên Xô. Phía Xô Viết cũng gây áp lực về vấn đề nhượng địa tại Dodecanese phải được bao gồm trong Hiệp ước Hòa bình với Italy và quyền được đi ngang eo biển Dardanelles giữa Hắc Hải và Địa Trung Hải. Hành trình của chiếc Missouri về phía Đông Địa Trung Hải biểu tượng cho chiến lược cam kết của Hoa Kỳ đối với khu vực này. Giới truyền thông đã chỉ ra rằng nó là biểu tượng cho mối quan tâm của Mỹ muốn bảo toàn nền độc lập của cả hai quốc gia này.
Missouri rời Piraeus vào ngày 26 tháng 4, ghé qua Algiers và Tangier trước khi về đến Norfolk vào ngày 9 tháng 5. Nó khởi hành đi đảo Culebra vào ngày 12 tháng 5 để gia nhập Đệ Bát hạm đội của Đô đốc Mitscher trong một cuộc tập trận có quy mô lớn tại Đại Tây Dương đầu tiên kể từ khi chiến tranh kết thúc. Chiếc thiết giáp hạm quay trở về New York vào ngày 27 tháng 5, và trải qua một năm kế tiếp hoạt động dọc theo bờ biển Đại tây Dương, kéo dài từ eo biển Davis ở phía Bắc đến tận vùng biển Caribbe ở phía Nam trong nhiều chuyến đi thực hành huấn luyện. Vào ngày 13 tháng 12, trong một cuộc thực hành huấn luyện mục tiêu ở Bắc Đại tây Dương, một quả đạn chiếu sáng đã vô tình trúng phải chiếc thiết giáp hạm nhưng may thay không gây ra thương vong nào.

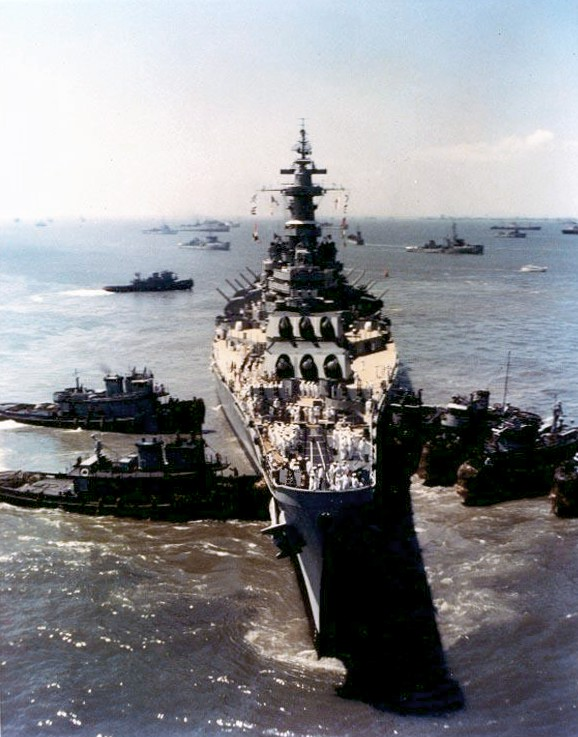
Missouri bị tai nạn mắc cạn vào sáng sớm ngày 17 tháng 1 năm 1950.

Missouri đến Rio de Janeiro vào ngày 30 tháng 8 năm 1947 để tham dự Hội nghị Liên Mỹ về Giữ gìn Hòa bình và An ninh Tây bán cầu. Tổng thống Truman lên tàu vào ngày 2 tháng 9 trong buổi lễ chào mừng việc ký kết Hiệp ước Rio, vốn mở rộng Học thuyết Monroe bằng cách ước định rằng bất kỳ một sự tấn công lên một quốc gia châu Mỹ tham gia hiệp ước đề được xem như là sự tấn công vào tất cả các nước trong khối.
Gia đình Truman lên chiếc Missouri vào ngày 7 tháng 9 năm 1947 để quay về Hoa Kỳ, và họ xuống tàu tại Norfolk vào ngày 19 tháng 9. Việc sửa chữa đại tu con tàu tại New York kéo dài từ ngày 23 tháng 9 năm 1947 đến ngày 10 tháng 3 năm 1948, sau đó được tiếp nối bằng việc huấn luyện ôn tập tại vịnh Guantanamo. Mùa hè năm 1948 được dành cho việc huấn luyện học viên mới và các chuyến đi huấn luyện dự bị. Chiếc thiết giáp hạm rời Norfolk vào ngày 1 tháng 11 để thực hiện chuyến đi huấn luyện thứ hai kéo dài ba tuần ở vùng khí hậu lạnh của biển Bắc Cực ngang qua eo biển Davis. Trong hai năm sau đó, Missouri tham gia các cuộc tập trận chỉ huy tại Đại Tây Dương trải dài từ bờ biển New England đến vùng biển Caribbe, xen kẻ với hai khóa huấn luyện học viên mới vào mùa Hè. Nó được cho sửa chữa đại tu tại xưởng hải quân Norfolk từ ngày 23 tháng 9 năm 1949 đến ngày 17 tháng 1 năm 1950.
Trong suốt nữa sau của những năm 1940, nhiều binh chủng phục vụ trong quân đội Hoa Kỳ được lệnh phải giảm bớt trang bị so với mức độ trong Chiến tranh thế giới thứ hai. Trong Hải quân, điều này đã làm cho nhiều tàu chiến thuộc nhiều loại khác nhau được cho ngừng hoạt động và được bán để tháo dỡ hoặc được đưa về một trong nhiều hạm đội dự bị đặt rải rác khắp bờ Đông và bờ Tây Hoa Kỳ. Như là một phần của việc giải trừ này, ba chiếc thiết giáp hạm thuộc lớp Iowa đã được cho bất hoạt và ngừng hoạt động; tuy nhiên, Tổng thống Truman đã từ chối việc cho ngừng hoạt động chiếc Missouri. Chống lại đề nghị của Bộ trưởng Quốc phòng Louis Johnson, Bộ trưởng Hải quân John L. Sullivan và Chủ nhiệm tác chiến Hải quân Louis E. Denfeld, Truman đã yêu cầu duy trì chiếc Missouri trong hạm đội hoạt động, một phần vì sự ưa thích của cá nhân ông, và cũng một phần vì con tàu đã được hạ thủy bởi con gái của ông Margaret Truman.
Là chiếc thiết giáp hạm duy nhất hoạt động vào lúc đó, Missouri khởi hành từ Hampton Roads tiến hành một chuyến đi huấn luyện vào sáng sớm ngày 17 tháng 1 năm 1950, khi nó bị mắc cạn cách Thimble Shoals Light gần Old Point Comfort 3 km (1,6 dặm). Nó đi vào một khoảng nước nông cách luồng chính khoảng ba lần chiều dài thân tàu. Bị nhấc lên khoảng 2 m (7 ft) trên mực ngấn nước, nó bị mắc cạn sâu và nhanh. Đối thủ của Mỹ trong chiến tranh lạnh là Liên Xô đã đăng một bài tường thuật sự kiện này trên tạp chí hải quân của họ Hạm đội Đỏ nhằm chế diễu việc mắc cạn của chiếc thiết giáp hạm. Với sự giúp đỡ của các tàu kéo, phao nổi, và một đợt thủy triều, nó nổi trở lại vào ngày 1 tháng 2 năm 1950 và được sửa chữa sau đó.

## Chiến tranh Triều Tiên
Vào năm 1950, sự kiện Cộng hòa Dân chủ Nhân dân Triều Tiên xâm chiếm Đại Hàn Dân quốc khiến Hoa Kỳ phải nhân danh Liên Hợp Quốc can thiệp. Tổng thống Harry S. Truman đã mất cảnh giác khi chiến tranh xảy ra, nhưng đã nhanh chóng yêu cầu lực lượng Mỹ đóng tại Nhật Bản tiến vào Hàn Quốc. Truman cũng gửi lực lượng đặt căn cứ tại Hoa Kỳ, xe tăng, máy bay tiêm kích và máy bay ném bom cùng một lực lượng hải quân mạnh sang Triều Tiên để hỗ trợ Đại Hàn dân quốc. Như là một phần của lực lượng hải quân được huy động, Missouri được triệu tập từ Hạm đội Đại Tây Dương, và đã rời Norfolk ngày 19 tháng 8 để hỗ trợ lực lượng Liên Hợp Quốc trên bán đảo Triều Tiên.

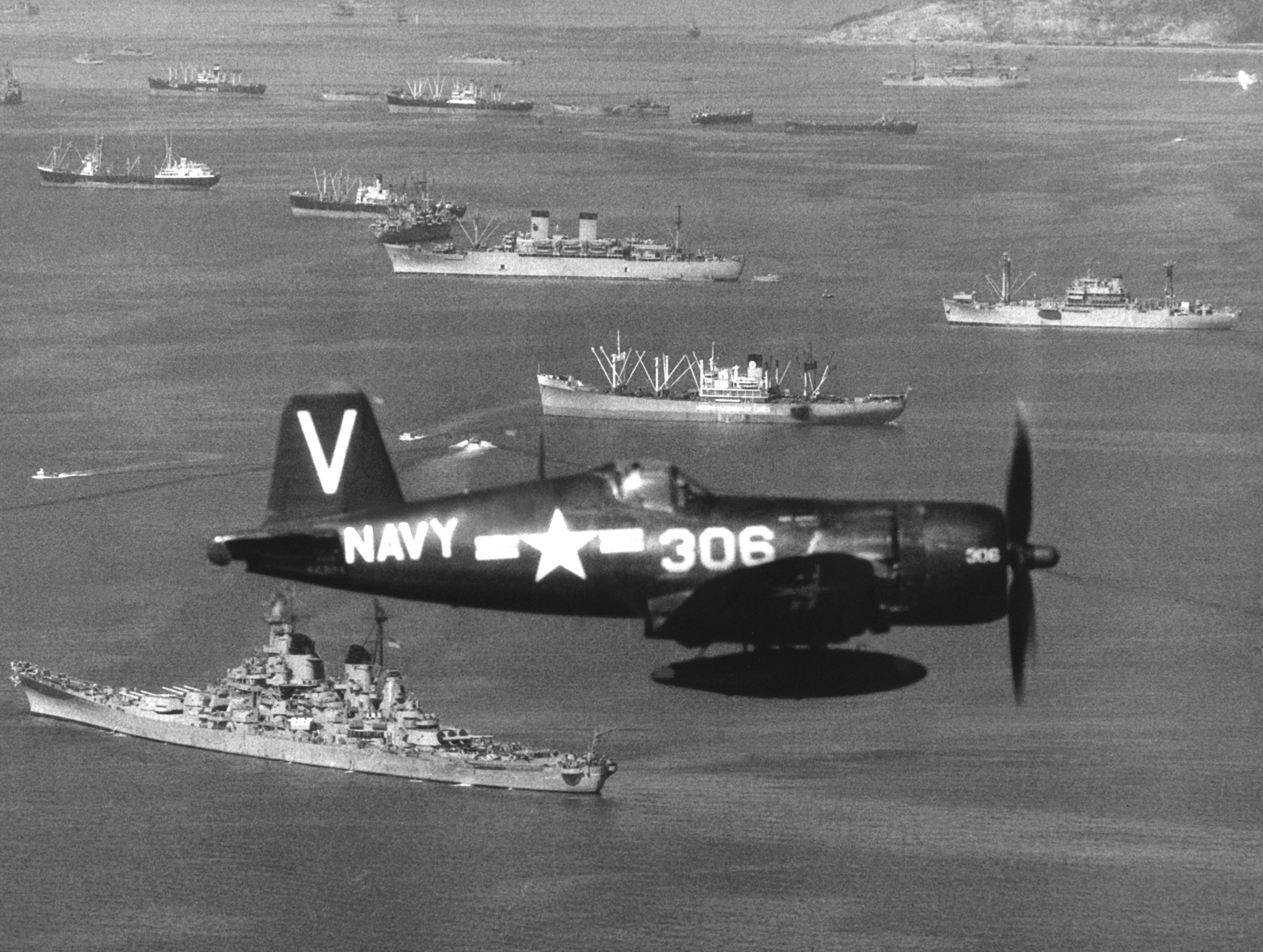
Một chiếc Vought F4U-4B Corsair thuộc phi đội tiêm kích VF-113 Stingers bay bên trên nhiều tàu chiến Mỹ và Liên Hợp Quốc, bao gồm chiếc Missouri, tại Incheon, Triều Tiên, vào ngày 15 tháng 9 năm 1950.

Missouri gia nhập lực lượng Liên Hợp Quốc phía Tây đảo Kyūshū vào ngày 14 tháng 9, nơi nó trở thành soái hạm của Chuẩn Đô đốc A. E. Smith. Là chiếc tàu chiến Mỹ đầu tiên đi đến vùng biển Triều Tiên, nó bắn phá Samchok vào ngày 15 tháng 9 năm 1950 trong nỗ lực phân tán sự chú ý và lực lượng khỏi cuộc đổ bộ Incheon. Đây là lần đầu tiên kể từ sau Chiến tranh thế giới thứ hai mà Missouri khai hỏa các khẩu pháo chính 406 mm (16 inch) của nó, và cùng với chiếc tàu tuần dương USS Helena và hai tàu khu trục, nó giúp vào việc dọn đường cho cuộc tấn công của Tập đoàn quân 8.
Missouri đến Incheon ngày 19 tháng 9, và đến ngày 10 tháng 10 nó trở thành soái hạm của Chuẩn Đô đốc J. M. Higgins, tư lệnh Hải đội Tàu tuần dương 5. Nó quay về Sasebo ngày 14 tháng 10, nơi nó trở thành soái hạm của Phó Đô đốc A. D. Struble, tư lệnh Hạm đội 7. Sau khi hộ tống chiếc tàu sân bay USS Valley Forge dọc bờ biển phía Đông của Triều Tiên, nó thực hiện các nhiệm vụ bắn phá từ ngày 12 đến ngày 26 tháng 10 tại các khu vực Chongjin và Tanchon, và tại Wonsan khi nó một lần nữa hộ tống các tàu sân bay phía Đông Wonsan.
Cuộc đổ bộ lên Incheon của Thống tướng MacArthur đã cắt đứt các đường vận chuyển của quân đội Triều Tiên; và hậu quả là quân đội Triều Tiên bắt đầu một cuộc triệt thoái kéo dài từ Hàn Quốc về Triều Tiên. Cuộc triệt thoái này được Trung Quốc theo dõi chặt chẽ do mối lo ngại rằng cuộc tấn công của quân Liên Hợp Quốc vào CHDCND Triều Tiên sẽ tạo ra một chính quyền tư bản sát cạnh biên giới với Trung Quốc, cũng như sự lo ngại rằng cuộc tấn công của Liên Hợp Quốc tại Triều Tiên sẽ tiến triển thành một cuộc chiến tranh chống lại Trung Quốc. Nguy cơ thứ hai này đã biểu lộ ra: máy bay F-86 Sabre Mỹ khi tuần tra trong khu vực "Hành lang MiG" thường vượt sang bầu trời Trung Quốc khi rượt đuổi những chiếc MiG hoạt động từ các căn cứ không quân Trung Quốc.
Hơn nữa, đã có những cuộc trao đổi giữa các chỉ huy của lực lượng Liên Hợp Quốc, đáng kể là với tướng Douglas MacArthur, về khả năng một chiến dịch chống lại Cộng hòa Nhân dân Trung Hoa. Nhằm can ngăn lực lượng Liên Hợp Quốc không tiêu diệt toàn bộ lực lượng Triều Tiên, Trung Quốc đã ra công hàm ngoại giao cảnh báo rằng họ sẽ sử dụng vũ lực để tự bảo vệ, nhưng những cảnh báo này đã không được xem xét nghiêm túc do một số lý do, trong đó có một thực tế là Trung Quốc không có được sự yểm trợ trên không cho một cuộc tấn công như vậy. Mọi việc thay đổi đột ngột vào ngày 19 tháng 10 năm 1950, khi các đơn vị đầu tiên của một lực lượng Giải phóng quân Trung Quốc lên đến 380.000 người dưới quyền chỉ huy của tướng Bành Đức Hoài vượt biên giới tiến vào CHDCND Triều Tiên, tung ra một cuộc tấn công toàn diện vào lực lượng Liên Hợp Quốc. Cuộc tấn công hoàn toàn bất ngờ đối với lực lượng Liên Hợp Quốc, khiến họ nhận ra thế bị động, và lập tức tiến hành một cuộc triệt thoái khẩn cấp. Các phương tiện được điều đến để yểm trợ cuộc triệt thoái này, và như là một phần của lực lượng đặc nhiệm yểm trợ cuộc rút lui, Missouri di chuyển đến Hungnam vào ngày 23 tháng 12 để bắn phá yểm trợ bên ngoài chu vi phòng thủ Hungnam cho đến khi đơn vị Liên Hợp Quốc cuối cùng, Sư đoàn 3 Bộ binh, được sơ tán bằng đường biển vào ngày 24 tháng 12 năm 1950.

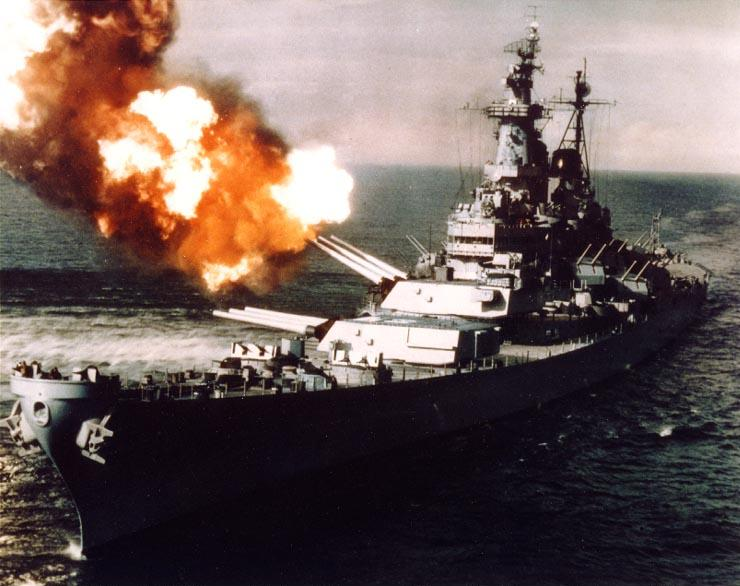
Missouri bắn pháo vào các vị trí đối phương trong Chiến tranh Triều Tiên. Lưu ý ảnh hưởng của phát đạn đối với nước biển bên dưới.

Missouri thực hiện thêm các nhiệm vụ hộ tống tàu sân bay và bắn phá dọc bờ biển phía Đông Triều Tiên cho đến ngày 19 tháng 3 năm 1951. Nó về đến Yokosuka ngày 24 tháng 3, và bốn ngày sau nó được cho kết thúc các nhiệm vụ ở Viễn Đông. Nó rời Yokosuka ngày 28 tháng 3, và khi về đến Norfolk ngày 27 tháng 4 nó trở thành Soái hạm của Chuẩn Đô đốc James L. Holloway, Jr., Tư lệnh Lực lượng Tuần dương Hạm đội Đại Tây Dương. Trong mùa Hè năm 1951, nó thực hiện hai chuyến đi huấn luyện học viên mới đến Bắc Âu. Missouri trở vào Xưởng Hải quân Norfolk ngày 18 tháng 10 năm 1951 để được đại tu, và công việc này kéo dài đến tận ngày 30 tháng 1 năm 1952.
Tiếp theo sau đợt huấn luyện ngoài khơi vịnh Guantanamo vào mùa Đông và mùa Xuân, Missouri viếng thăm New York, rồi khởi hành từ Norfolk ngày 9 tháng 6 năm 1952 thực hiện thêm một chuyến đi huấn luyện học viên mới. Nó quay về Norfolk ngày 4 tháng 8 và vào xưởng hải quân Norfolk để chuẩn bị cho một đợt hoạt động thứ hai tại vùng chiến sự Triều Tiên.
Missouri rời Hampton Roads vào ngày 11 tháng 9 năm 1952 và đi đến Yokosuka ngày 17 tháng 10. Nó treo cờ hiệu của Phó Đô đốc Joseph J. Clark, Tư lệnh Hạm Đội 7 vào ngày 19 tháng 10. Nhiệm vụ chủ yếu của nó là hỗ trợ hải pháo từ ngoài biển để bắn phá các mục tiêu của đối phương tại các khu vực Chaho-Tanchon, Chongjin, Tanchon-Sonjin, Chaho, Wonsan, Hamhung và Hungnam trong khoảng thời gian từ ngày 25 tháng 10 năm 1952 đến ngày 2 tháng 1 năm 1953.
Missouri tiến vào cảng Incheon ngày 5 tháng 1 năm 1953, rồi khởi hành đi Sasebo, Nhật Bản. Tướng Mark W. Clark, Tổng tư lệnh Lực lượng Liên Hợp Quốc, và Đô đốc Hải quân Hoàng gia Anh Sir Guy Russell, chỉ huy Hạm đội Viễn đông Anh Quốc, đã viếng thăm chiếc tàu chiến vào ngày 23 tháng 1. Trong những tuần lễ tiếp theo sau, Missouri tiếp nối các cuộc tuần tra "Cobra" dọc theo bờ biển phía Đông Triều Tiên để hỗ trợ các lực lượng trên bờ. Nó tiếp tục các đợt bắn phá khu vực Wonsan, Tanehon, Hungnam và Kojo để phá hủy các con đường tiếp liệu chủ yếu của đối phương dọc bờ biển phía Đông Triều Tiên.
Đợt bắn phá cuối cùng được Missouri thực hiện nhằm vào khu vực Kojo vào ngày 25 tháng 3. Vào ngày 6 tháng 3 năm 1953, chỉ huy con tàu là Thuyền trưởng Warner R. Edsall mắc phải một cơn đột quỵ tim chết người trong khi đang hướng dẫn con tàu đi qua lưới chống tàu ngầm tại cảng Sasebo. Vai trò soái hạm của Hạm đội 7 được chuyển cho chiếc thiết giáp hạm chị em USS New Jersey vào ngày 6 tháng 4.
Missouri rời cảng Yokosuka vào ngày 7 tháng 4 năm 1953 và về đến Norfolk ngày 4 tháng 5 để trở thành soái hạm của Chuẩn Đô đốc E. T. Woolridge, Tư lệnh Hải đội Tàu chiến-tuần dương của Hạm đội Đại Tây Dương vào ngày 14 tháng 5. Nó rời cảng ngày 8 tháng 6 để tiến hành một chuyến đi huấn luyện học viên mới, và quay trở về Norfolk ngày 4 tháng 8; sau đó nó được đại tu tại xưởng hải quân Norfolk từ ngày 20 tháng 11 năm 1953 đến ngày 2 tháng 4 năm 1954. Trở thành soái hạm của Chuẩn Đô đốc R. E. Kirby, người thay thế Đô đốc Woolridge, Missouri rời Norfolk ngày 7 tháng 6 thực hiện chuyến đi huấn luyện học viên mới đến Lisbon và Cherbourg. Trong chuyến đi này Missouri cùng được tháp tùng bởi ba chiếc thiết giáp hạm cùng lớp là USS New Jersey, USS Wisconsin (BB-64), và USS Iowa; đây là lần duy nhất mà cả bốn chiếc thiết giáp hạm lớp Iowa cùng đi chung với nhau. Nó quay về Norfolk ngày 3 tháng 8 và rời cảng ngày 23 tháng 8 để được cho ngưng hoạt động tại bờ Tây lục địa Mỹ. Sau khi ghé qua Long Beach và San Francisco, Missouri đến Seattle vào ngày 15 tháng 9 năm 1954. Ba ngày sau nó vào Xưởng Hải quân Puget Sound, nơi nó được cho ngưng hoạt động vào ngày 26 tháng 2 năm 1955, và gia nhập nhóm Bremerton thuộc Hạm đội Dự bị Thái Bình Dương.
Khi được kéo đến Bremerton, Missouri được cho neo đậu vào cầu cảng cuối cùng của bãi tàu dự bị. Vị trí này rất gần bờ, và nó phục vụ như là điểm thu hút khách du lịch, ghi nhận được khoảng 180.000 lượt khách viếng thăm mỗi năm, những người đến tham quan "sàn đầu hàng" nơi gắn một tấm biển đồng đánh dấu chỗ Nhật Bản đã ký kết văn kiện đầu hàng Đồng Minh, cùng các trưng bày lịch sử bao gồm hình ảnh và bản sao chụp các văn kiện đầu hàng. Cộng đồng địa phương cũng xây dựng các quầy bán đồ lưu niệm ngay phía trước cổng vào. Gần ba mươi năm trôi qua trước khi Missouri quay trở lại hoạt động thường trực.

## Tái hoạt động

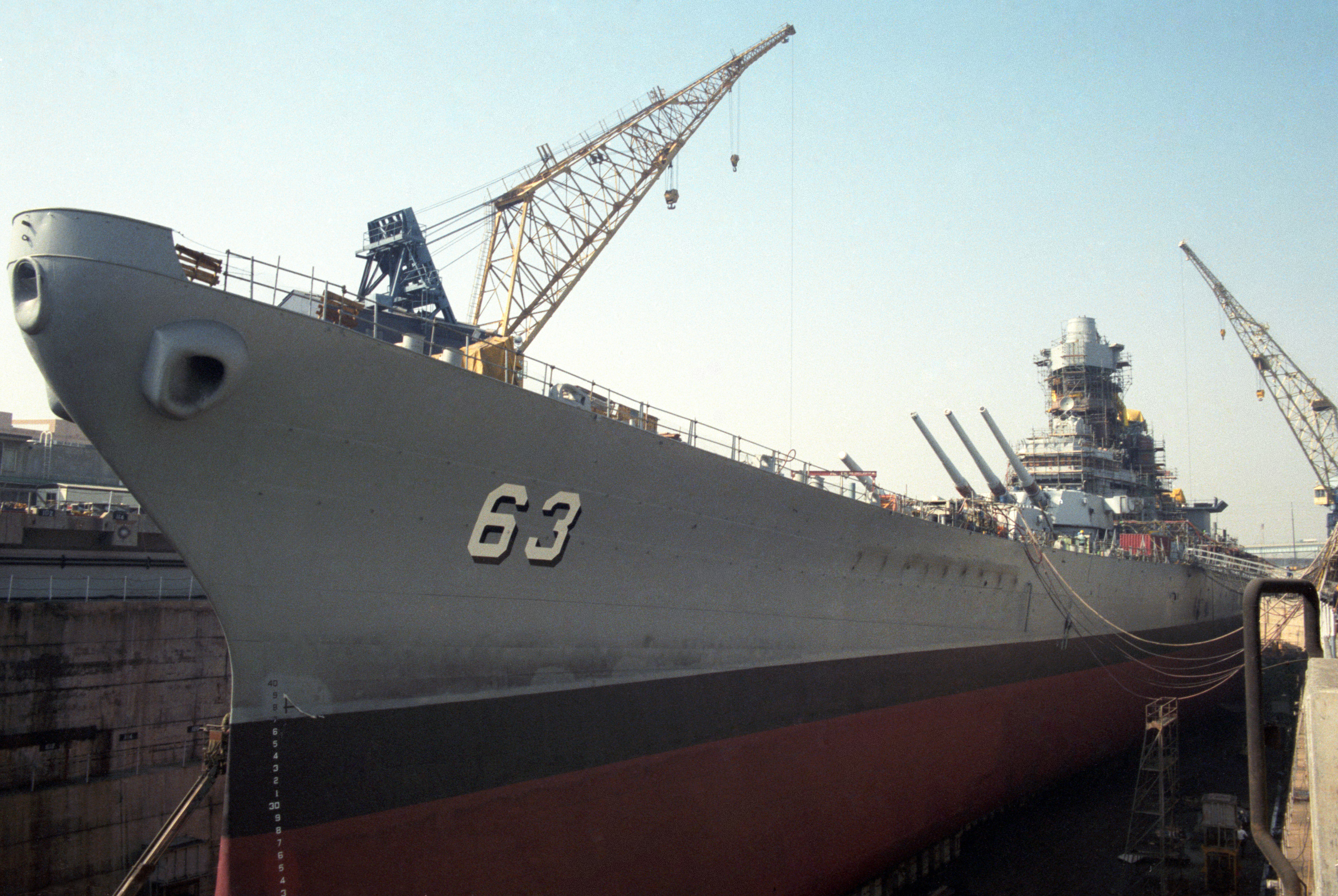
USS Missouri trong ụ tàu khi nó được hiện đại hóa tại xưởng hải quân Long Beach năm 1985.

Theo kế hoạch của Nội các Reagan nhằm xây dựng một lực lượng 600 tàu chiến hải quân được lãnh đạo bởi Bộ trưởng Hải quân John F. Lehman, Missouri được cho hoạt động trở lại và được kéo bởi chiếc tàu cứu hộ Beaufort đến Xưởng Hải quân Long Beach vào mùa Hè năm 1984 để được hiện đại hóa trước khi đưa vào hoạt động. Để chuẩn bị cho chuyến đi, một nhóm hai mươi người đã phải làm việc 12 đến 16 giờ mỗi ngày trong suốt ba tuần để chuẩn bị cho con tàu có thể kéo đi được. Trong quá trình hiện đại hóa, Missouri được tháo dỡ các loại vũ khí lạc hậu: pháo phòng không Oerlikon 20 mm và Bofors 40 mm cùng bốn tháp pháo 127 mm (5 inch).
Trong nhiều tháng tiếp theo sau, con tàu được nâng cấp với những vũ khí tiên tiến nhất có được thời đó, trong đó có bốn dàn phóng bốn nòng MK 141 dành cho 16 tên lửa đối hạm AGM-84 Harpoon, tám Dàn phóng bọc thép (ABL) dành cho 32 tên lửa hành trình BGM-109 Tomahawk và bốn dàn pháo Gatling Phalanx thuộc Hệ thống vũ khí tầm gần (CIWS) để phòng thủ chống lại máy bay và tên lửa đối hạm của đối phương. Chương trình hiện đại hóa còn trang bị cho nó các hệ thống radar và hệ thống kiểm soát hỏa lực dành cho súng và tên lửa, và cải thiện khả năng phòng thủ điện tử. Quả chuông của chiếc Missouri nặng 360 kg (800 lb), trước đó đã được tháo dỡ và gửi đến Jefferson City, Missouri nhân dịp kỷ niệm 150 năm thành lập tiểu bang Missouri, được hoàn trả về con tàu trước khi nó được cho hoạt động trở lại. Missouri chính thức tái hoạt động tại San Francisco, California vào ngày 10 tháng 5 năm 1986. Bộ trưởng Quốc phòng Casper W. Weinberger tuyên bố trước một cử tọa gồm 10.000 trong buổi lễ đánh dấu con tàu tái hoạt động: "Đây là ngày đánh dấu sự hồi sinh của sức mạnh trên biển của Hoa Kỳ." Ông chỉ thị cho thủy thủ đoàn "Lắng nghe bước chân của những người đi trước các bạn. Họ nói với các bạn về danh dự và tầm quan trọng của nghĩa vụ. Họ nhắc nhở bạn về các truyền thống của chính bạn."

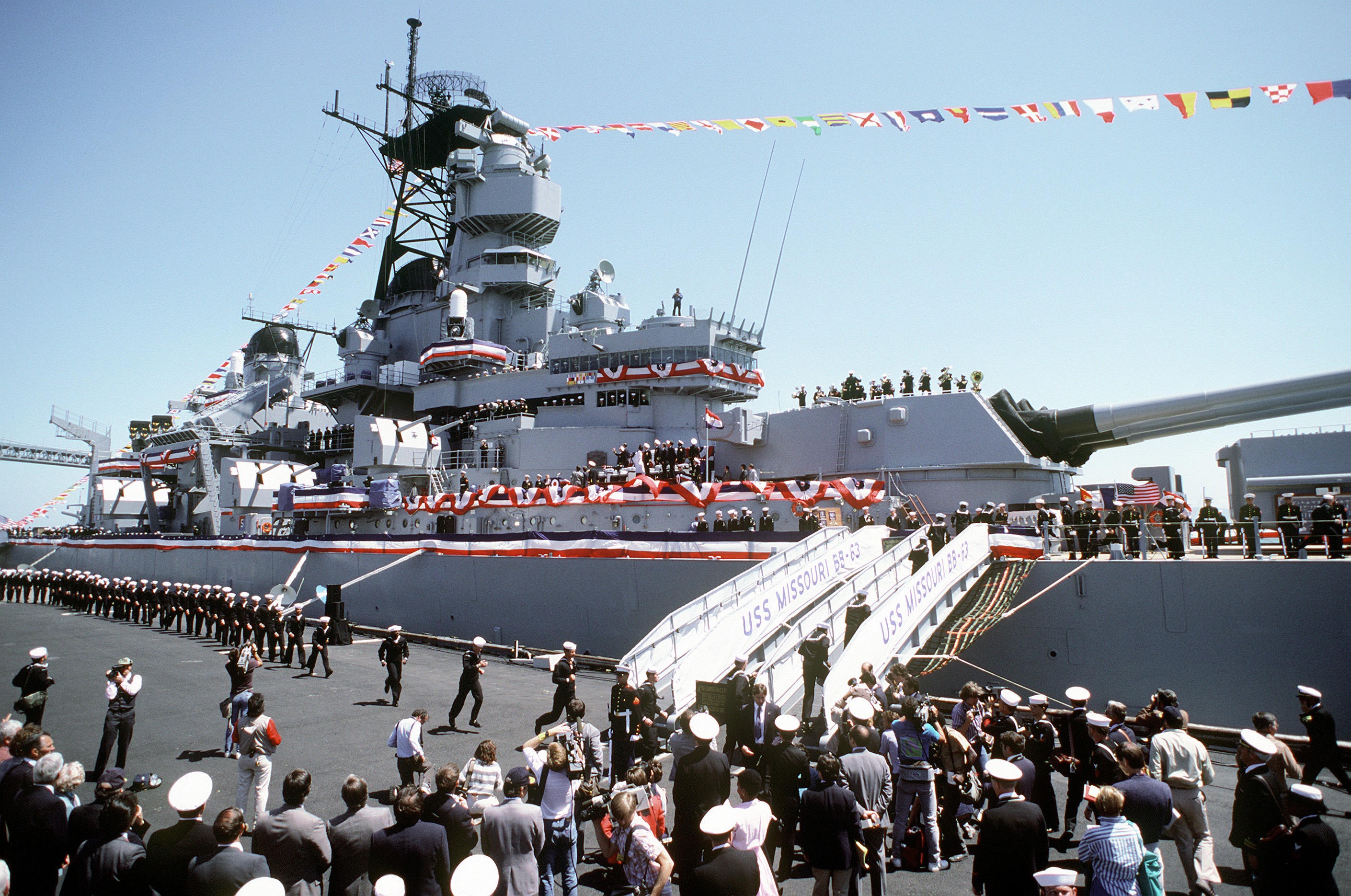
Thủy thủ đoàn đang xếp hàng danh dự khi chiếc Missouri chính thức tái hoạt động tại San Francisco, California

Bốn tháng sau, Missouri rời cảng nhà mới là Long Beach thực hiện chuyến du hành vòng quanh Trái Đất, ghé qua Hawaii, Australia và Tasmania, Diego Garcia, Ai Cập, Thổ Nhĩ Kỳ, Ý, Tây Ban Nha, Bồ Đào Nha và Panama. Missouri trở thành chiếc thiết giáp hạm đầu tiên đi vòng quanh Trái Đất kể từ khi Hạm đội Trắng Vĩ đại của Theodore Roosevelt thực hiện điều này 80 trước đó, một hạm đội có cả chiếc BB-11, thiết giáp hạm đầu tiên mang tên USS Missouri.
Năm 1987, Missouri được trang bị các dàn phóng lựu đạn 40 mm và súng máy 25 mm, và được gửi đến tham gia chiến dịch Earnest Will, hộ tống các tàu dầu mang cờ Kuwait trong vịnh Ba Tư. Các vũ khí cỡ nòng nhỏ này được trang bị do mối đe dọa từ các con tàu thuốc lá Boghammar chế tạo tại Thụy Điển được Iran sử dụng trên vịnh Ba Tư vào lúc đó. Ngày 25 tháng 7 năm 1987, bắt đầu thực hiệm một đợt hoạt động kéo dài sáu tháng tại Ấn Độ Dương và phía Bắc biển Ả Rập. Nó trải qua hơn 100 ngày hoạt động liên tục ngoài biển trong một môi trường căng thẳng và nóng bỏng, tương phản với sự bình lặng của chuyến đi vòng quanh thế giới trước đó. Như là hạt nhân của Đội tàu chiến Echo, Missouri hộ tống các đoàn tàu chở dầu đi ngang qua eo biển Hormuz, tập trung hệ thống kiểm soát hỏa lực của nó vào các dàn phóng tên lửa Silkworm của Iran bố trí dọc theo bờ biển.
Missouri quay về Hoa Kỳ ngang qua Diego Garcia, Australia và Hawaii vào đầu năm 1988. Nhiều tháng sau, Missouri một lần nữa hướng về vùng biển Hawaii tham gia các cuộc tập trận Vòng đai Thái Bình Dương (RimPac), với lực lượng lên đến 50.000 người và tàu chiến đến từ hải quân các nước Australia, Canada, Nhật Bản và Hoa Kỳ. Nó đã thăm các cảng Vancouver và Victoria tại Canada, San Diego, Seattle và Bremerton trong năm 1988.
Trong những tháng đầu năm 1989, Missouri ở lại Xưởng Hải quân Long Beach để bảo trì thường xuyên. Sau đó, nó khởi hành tham gia cuộc tập trận Pacific Exercise (PacEx) 1989, khi nó cùng chiếc thiết giáp hạm chị em USS New Jersey thực hành bắn đạn pháo đồng bộ cùng các tàu sân bay Enterprise và Nimitz. Cao điểm của PacEx là cuộc thăm viếng cảng Pusan thuộc Cộng hòa Hàn Quốc. Năm 1990, Missouri lại tham gia tập trận RimPac cùng các tàu chiến của Australia, Canada, Nhật Bản, Hàn Quốc và Hoa Kỳ.

## Chiến tranh Vùng Vịnh

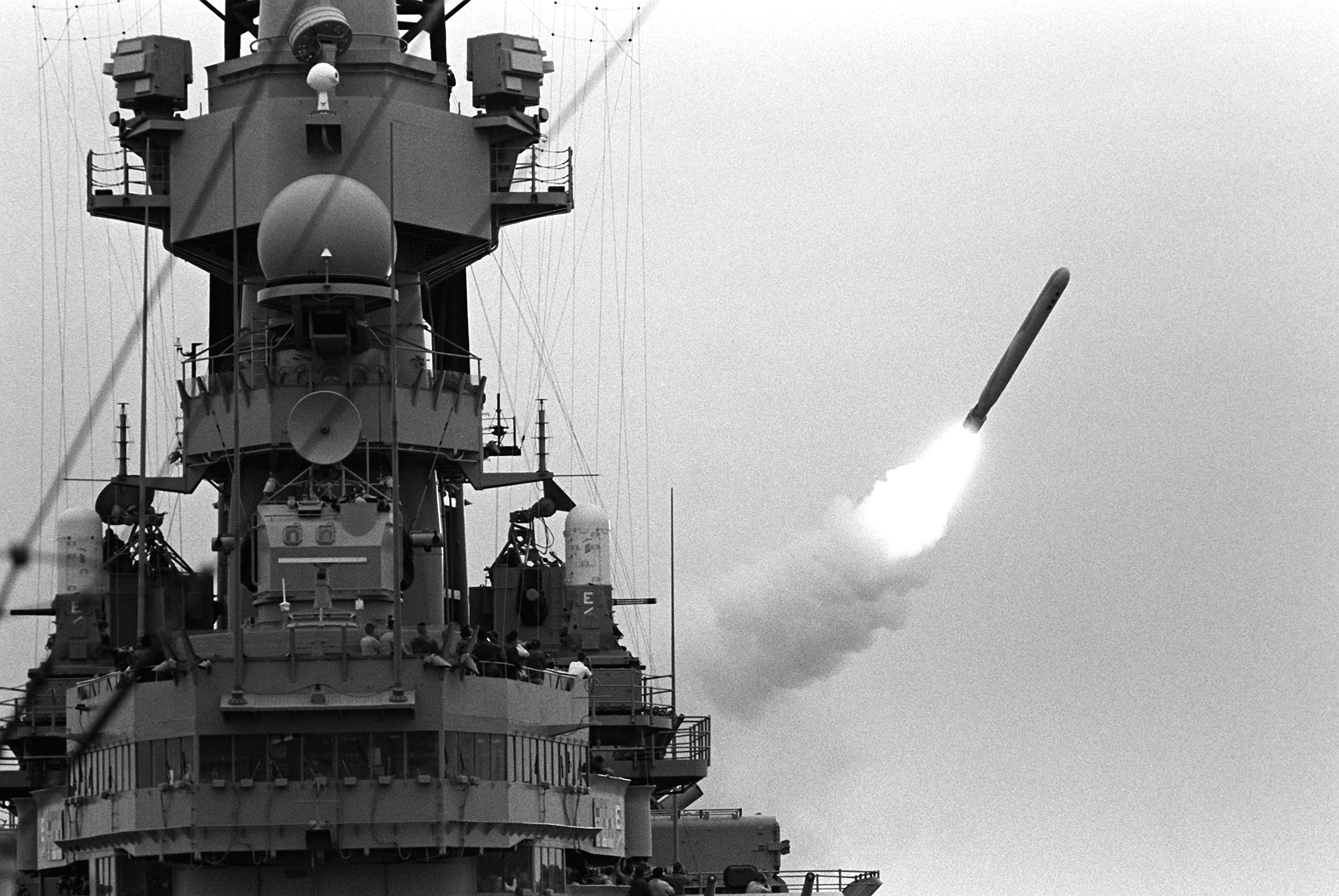
Missouri phóng một tên lửa Tomahawk.

Vào ngày 2 tháng 8 năm 1990, Iraq dưới sự lãnh đạo của tổng thống Saddam Hussein đã xâm chiếm Kuwait. Đến giữa tháng, Tổng thống Mỹ George H. W. Bush, căn cứ vào học thuyết Carter, đã gửi các đơn vị đầu tiên trong số nhiều trăm ngàn quân đến Ả-rập Xê-út và Vùng Vịnh Ba Tư cùng với một lực lượng hải quân hỗ trợ hùng hậu, hợp lực cùng lực lượng liên quân đa quốc gia để kháng cự lại Iraq.
Chuyến đi đến khu vực Tây Thái Bình Dương kéo dài bốn tháng của Missouri được dự tính khởi hành vào tháng 9 bị hoãn lại chỉ vài ngày trước khi nó dự định khởi hành. Nó được đặt trong tình trạng chờ đợi dự bị để được động viên chuyển sang hoạt động tại Trung Đông. Missouri khởi hành vào ngày 13 tháng 11 năm 1990 tại bến tàu 9 ở Long Beach, đi ngang qua Hawaii và Philippines trên đường đi đến vùng biển vịnh Ba Tư đầy sôi động. Trên đường đi nó còn ghé qua vịnh Subic và bãi biển Pattaya, Thái Lan, trước khi đi ngang eo biển Hormuz ngày 3 tháng 1 năm 1991. Trong các hoạt động tiếp theo sau dẫn đến Chiến dịch Bão táp Sa Mạc, Missouri đã chuẩn bị để phóng tên lửa Tomahawk Land Attack Missiles (phiên bản tấn công đất liền) và bắn phá bằng hải pháo để yểm trợ theo yêu cầu.
Missouri bắn quả tên lửa Tomahawk đầu tiên vào các mục tiêu Iraq vào lúc 01 giờ 40 phút ngày 17 tháng 1 năm 1991, và bắn thêm 27 quả tên lửa khác trong năm ngày tiếp theo sau. 
Ngày 29 tháng 1 năm 1991 chiếc tàu hộ tống lớp Oliver Hazard Perry Curts sử dụng các thiết bị sonar dò mìn tiên tiến dẫn đường cho Missouri hướng lên phía Bắc. Trong hoạt động bắn phá bằng hải pháo đầu tiên trong Chiến tranh Vùng Vịnh, nó sử dụng các khẩu pháo 406 mm (16 inch) trong chiến đấu lần đầu tiên kể từ tháng 3 năm 1953 ngoài khơi Triều Tiên. Chiếc thiết giáp hạm đã tiến hành bắn phá vào các lực lượng Iraq đang phòng thủ bờ biển chiếm đóng Kuwait vào đêm 3 tháng 2, bắn 112 quả đạn 406 mm trong ba ngày tiếp theo sau cho đến khi được thay phiên bởi chiếc thiết giáp hạm chị em USS Wisconsin. Missouri sau đó bắn thêm 60 quả đạn ngoài khơi Khafji trong các ngày 11 và 12 tháng 2 trước khi di chuyển lên phía Bắc đảo Faylaka. Sau khi các tàu quét mìn dọn sạch một lối đi ngang qua hệ thống phòng thủ của Iraq, Missouri bắn 133 phát đạn trong bốn đợt bắn phá ven bờ nhằm chuẩn bị cho cuộc đổ bộ nghi binh vào bờ biển Kuwait sáng ngày 23 tháng 2. Sự bắn phá dồn dập đã thu hút sự chú ý của phía Iraq; và để đáp trả lại các loạt đạn pháo, Iraq đã bắn hai tên lửa HY-2 Silkworm nhắm vào chiếc thiết giáp hạm, một quả đã bắn trượt, trong khi quả còn lại bị bắn chặn bởi một tên lửa GWS-30 Sea Dart phóng đi từ tàu khu trục phòng không Anh Quốc HMS Gloucester trong vòng 90 giây và rơi xuống biển phía trước chiếc Missouri 630 m (700 yard).

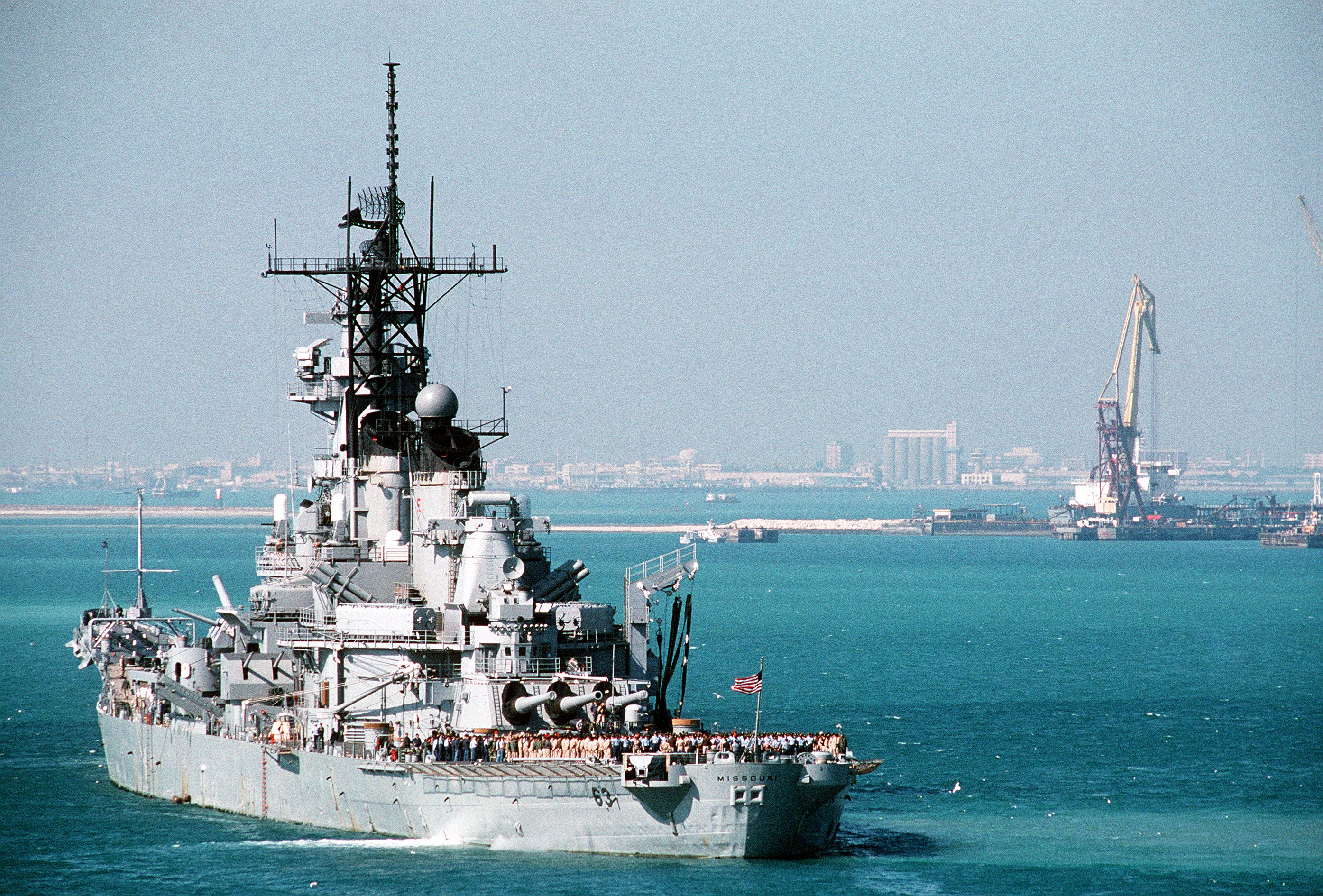
Missouri tại vịnh Ba Tư trong Chiến dịch Bão táp Sa mạc.

Trong chiến tranh Vùng Vịnh, Missouri đã can dự vào một sự cố bắn nhầm cùng với tàu hộ tống lớp Oliver Hazard Perry USS Jarrett. Căn cứ vào báo cáo chính thức, vào ngày 25 tháng 2, khẩu pháo Phalanx của chiếc Jarrett đã bắn nhầm vào pháo sáng được Missouri bắn ra để phản công tên lửa đối phương, và những viên đạn lạc đã trúng phải chiếc Missouri, một viên xuyên qua vách ngăn và dính vào lối đi nội bộ trong tàu. Một viên khác bắn trúng ống khói và đi xuyên qua toàn bộ. Một thủy thủ trên chiếc Missouri bị thương nhẹ khi một mảnh vỡ văng trúng vào cổ. Tuy nhiên, những ai quen thuộc với tai nạn đều tỏ ra hoài nghi về báo cáo này, vì chiếc Jarrett đang ở khoảng cách trên 3 km (2 dặm) vào lúc đó, và đặc tính của pháo sáng bình thường không thể khiến pháo Phalanx xem nó là một mối đe dọa và đánh chặn. Không có gì phải bàn cãi là các quả đạn bắn trúng chiếc Missouri là của chiếc Jarrett, và đây là một tai nạn. Mối nghi ngờ là một xạ thủ pháo Phalanx trên chiếc Jarrett có thể đã bắn vài loạt bằng cách thủ công, cho dù không có chứng cứ nào cho giả thuyết này.
Trong chiến tranh Vùng Vịnh, Missouri còn hỗ trợ lực lượng liên quân trong việc dọn mìn do phía Iraq thả xuống vịnh Ba Tư. Cho đến khi chiến tranh kết thúc Missouri đã phá hủy ít nhất 15 mìn.
Khi các hoạt động tác chiến tiến triển bên ngoài tầm bắn của đạn pháo vào ngày 26 tháng 2, Missouri tiến hành các hoạt động tuần tra và thực thi giải giáp ở khu vực phía Bắc vịnh Ba Tư cho đến khi quay trở về nhà ngày 21 tháng 3 năm 1991. Sau khi dừng chân tại Fremantle và Hobart, Australia, con tàu ghé thăm Trân Châu Cảng trước khi về đến Mỹ vào tháng 4. Trong suốt thời gian còn lại của năm, chiếc tàu chiến thực hiện huấn luyện và các hoạt động tại chỗ, kể cả "Hành trình Tưởng niệm" vào ngày 7 tháng 12 năm 1991 nhân dịp kỷ niệm 50 năm diễn ra cuộc tấn công Trân Châu Cảng vào năm 1941. Trong dịp này, Missouri đã đón lên tàu Tổng thống George H. W. Bush, cuộc thăm viếng đầu tiên của Tổng thống Hoa Kỳ lên con tàu kể từ khi Harry S. Truman bước chân lên chiếc thiết giáp hạm vào tháng 9 năm 1947.

## Tàu bảo tàng

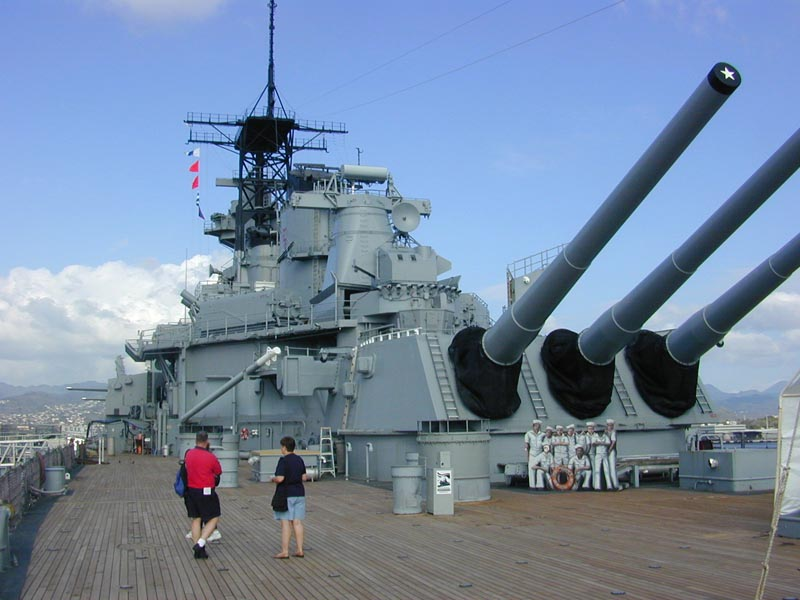
USS Missouri tại Trân Châu Cảng, Hawaii; sàn phía trước và tháp pháo 406 mm (16 inch).

Cùng với việc Liên Xô tan rã vào đầu những năm 1990 khiến không còn mối đe dọa trực tiếp nào đến Hoa Kỳ đã dẫn đến việc cắt giảm đáng kể ngân sách quốc phòng và chi phí tốn kém để duy trì và sử dụng các thiết giáp hạm trong lực lượng thường trực của Hải quân Hoa Kỳ khiến cho nó không còn hiệu quả kinh tế; Missouri được cho ngừng hoạt động vào ngày 31 tháng 3 năm 1992 tại Long Beach, California. Vị chỉ huy cuối cùng của chiếc tàu chiến, Thuyền trưởng Albert L. Kaiss, ghi những dòng cuối cùng vào Nhật ký của con tàu:
Ngày cuối cùng của chúng ta đã đến. Ngày hôm nay chương cuối cùng của lịch sử chiếc thiết giáp hạm Missouri được viết nên. Người ta thường nói rằng thủy thủ đoàn chỉ huy con tàu, không có điều nào đúng hơn... vì thủy thủ đoàn của con tàu vĩ đại này đã tạo ra sự lãnh đạo lớn lao. Các bạn là một đội ngũ đặc biệt các thủy thủ và Thủy quân Lục chiến, và tôi rất hãnh diện được phục vụ chung và cùng với từng người trong các bạn. Với những người thực hiện chuyến đi đau lòng đổ cho con tàu này nghỉ ngơi, tôi cảm ơn các bạn, các bạn đã làm việc nặng nhọc nhất. Để rời bỏ con tàu vốn đã trở nên một phần ruột thịt của các bạn là một kết cuộc đau buồn của một chuyến đi vĩ đại. Nhưng hãy tìm lấy sự an ủi, các bạn đã ghi nên lịch sử của con tàu và những ai từng đi cùng nó trước đây. Chúng ta đã đưa nó ra trận, đã hoạt động xuất sắc và đã viết thêm một trang vào lịch sử của nó, bên cạnh các vị tiền bối trong truyền thống hải quân đích thực. Chúa phù hộ tất cả các bạn.— Thuyền trưởng Albert L. Kaiss

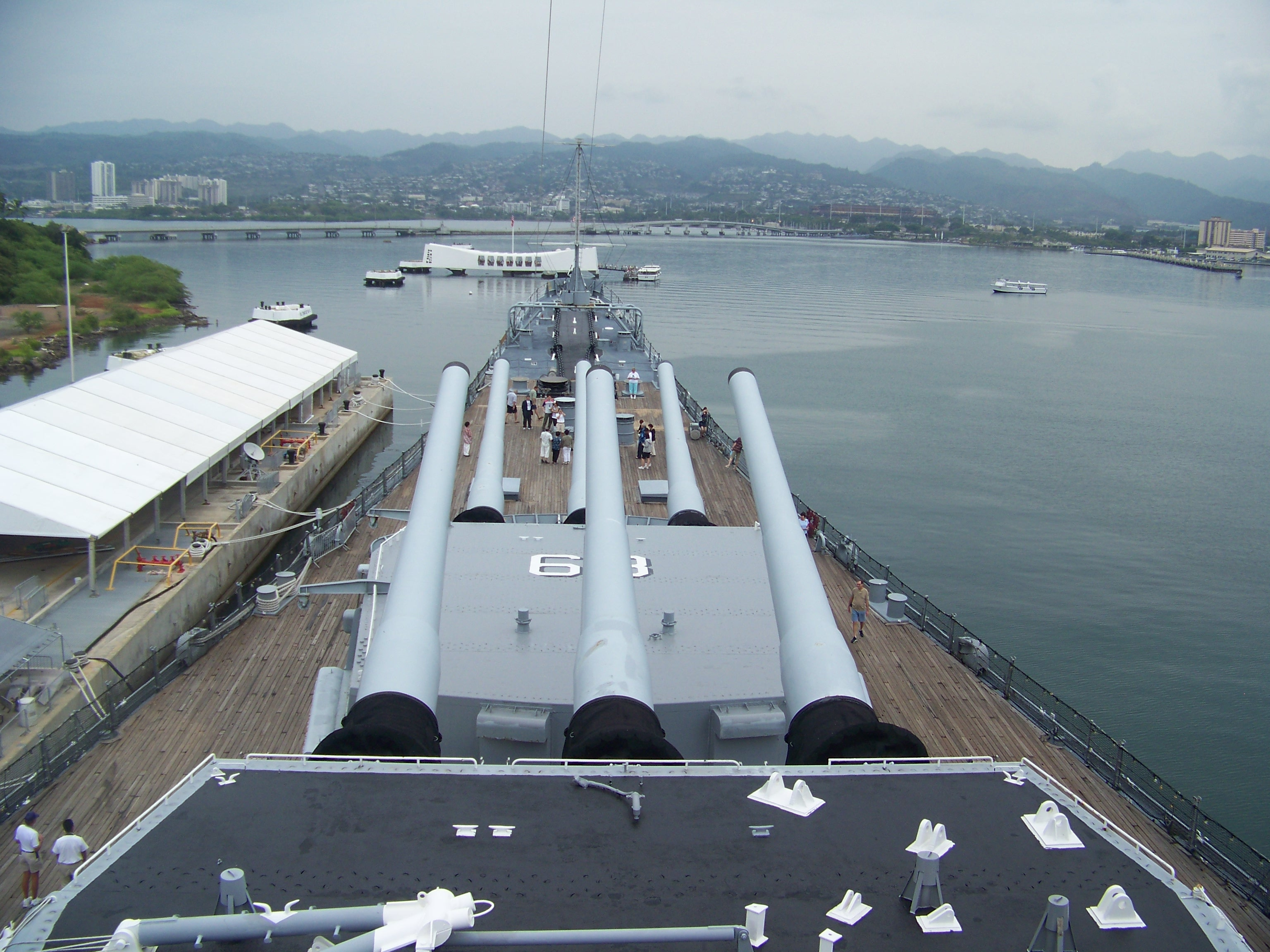
USS Missouri canh phòng cạnh chiếc USS Arizona bị đánh chìm.

Missouri được giữ lại trong thành phần của hạm đội dự bị ở Xưởng Hải quân Puget Sound, Bremerton, Washington, cho đến ngày 12 tháng 1 năm 1995, khi nó được xóa khỏi danh sách Đăng bạ Hải quân. Vào ngày 4 tháng 5 năm 1998, Bộ trưởng Hải quân John H. Dalton ký văn bản trao tặng con tàu cho tổ chức phi lợi nhuận USS Missouri Memorial Association (MMA) ở Honolulu, Hawaii. Nó được kéo từ Bremerton ngày 23 tháng 5 đến cảng Astoria, Oregon, nơi nó được đặt trong luồng nước ngọt ở cửa sông Columbia để tiêu diệt và cạo sạch hàu nước mặn cùng rong biển bám vào lườn tàu khi ở Bremerton, rồi được kéo vượt qua Thái Bình Dương để được neo đậu tại Đảo Ford, Trân Châu Cảng vào ngày 22 tháng 6, chỉ cách tàu bảo tàng Arizona khoảng 450 m. Không đầy một năm sau, vào ngày 29 tháng 1 năm 1999, Missouri được mở cửacho tham quan như một bảo tàng dưới sự điều hành của Hiệp hội MMA. 
Ban đầu, quyết định chuyển chiếc Missouri đến Trân Châu Cảng gặp phải một số phản đối. Một số người lo ngại rằng chiếc thiết giáp hạm, mà tên tuổi là biểu tượng của việc kết thúc Chiến tranh thế giới thứ hai, sẽ làm lu mờ chiếc thiết giáp hạm USS Arizona, mà thảm kịch bị nổ tung và chìm vào ngày 7 tháng 12 năm 1941 đã là biểu tượng của cuộc tấn công Trân Châu Cảng. Để giúp bảo vệ khỏi sự lo ngại này, Missouri được đặt lui lại và hướng về phía Bảo tàng Arizona, nên những ai tham gia các nghi lễ quân sự trên sàn tàu phía sau của chiếc Missouri không thể thấy được Bảo tàng Arizona. Quyết định hướng mũi chiếc Missouri vào Bảo tàng Arizona dự định truyền đạt ý niệm rằng Missouri giờ đây canh giữ những gì còn lại của chiếc thiết giáp hạm Arizona nên những ai cùng bị chôn theo Arizona giờ đây có thể an nghỉ.
Missouri không đạt được chuẩn để được đề nghị là Di tích Lịch sử Quốc gia cho dù nó được liệt kê trong danh sách Địa điểm Lịch sử Quốc gia vào ngày 14 tháng 5 năm 1971 vì là địa điểm diễn ra lễ ký kết văn kiện đầu hàng của Nhật Bản để kết thúc Chiến tranh thế giới thứ hai. Đó là do con tàu đã được hiện đại hóa một cách đáng kể trong những năm sau cuộc đầu hàng.

## Phần thưởng

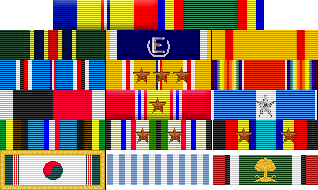
Danh hiệu và tặng thưởng dành cho chiếc thiết giáp hạm USS Missouri (BB-63)

Missouri nhận được ba ngôi sao chiến đấu do những hoạt động trong Chiến tranh thế giới thứ hai, năm ngôi sao khi hoạt động trong Chiến tranh Triều Tiên, và năm ngôi sao khi hoạt động trong Chiến tranh Vùng Vịnh. Bên cạnh đó, Missouri còn nhận được nhiều phần thưởng dải băng cho các hoạt động trong ba cuộc chiến tranh mà nó tham gia:
- Dải băng Hoạt động Chiến đấu
- Đơn vị Tưởng thưởng Hải quân
- Đơn vị Khen thưởng Xứng đáng
- Dải băng Hải quân "E" với vành hoa Chiến trận E
- Huân chương Phục vụ Trung Quốc
- Huân chương Chiến dịch Hoa Kỳ
- Huân chương Chiến dịch châu Á-Thái Bình Dương với ba ngôi sao chiến dịch
- Huân chương Chiến thắng Chiến tranh thế giới thứ hai
- Huân chương Phục vụ Chiếm đóng Hải quân
- Huân chương Phục vụ Bảo vệ Quốc gia cùng ngôi sao chiến dịch
- Huân chương Phục vụ Triều Tiên với ngôi sao bạc phục vụ
- Huân chương Lực lượng Quân đội Viễn chinh
- Huân chương Phục vụ Đông Nam Á với hai ngôi sao chiến dịch
- Dải băng Phục vụ Bố trí Biển với hai ngôi sao chiến dịch
- Đơn vị Tuyên dương Tổng thống Cộng hòa Hàn Quốc
- Huân chương Phục vụ Liên Hợp Quốc
- Huân chương Giải phóng Kuwait.